# Jagdfliegergeschwader 2
Das Jagdfliegergeschwader 2 (JG-2) trug den Ehrennamen Juri Gagarin und war ein fliegender Verband in Regimentsstärke der NVA-Luftstreitkräfte in direkter Unterstellung der 3. Luftverteidigungsdivision.

## Geschichte
Vorläufer des JG-2 war die im Dezember 1953 aufgestellte 2. Abteilung des 1. Aeroklubs der Kasernierten Volkspolizei am Flugplatz Cottbus-Nord. Am 1. Dezember 1954 wurde sie in das 2. Kommando des 1. Aeroklubs der Kasernierten Volkspolizei umbenannt. Am 1. Juli 1956 erfolgte eine Umbenennung in Fliegergeschwader 2 der 1. Fliegerdivision. Gleichzeitig erfolgte eine Verlegung auf den Flugplatz Rothenburg. Mit der Übernahme in die NVA am 1. März 1957 wurde es als 2. Fliegergeschwader der 1. Fliegerdivision geführt. Ab Oktober 1961 wurde das Geschwader zum Flugplatz Trollenhagen nach Mecklenburg-Vorpommern, dem heutigen Flughafen Neubrandenburg, verlegt, wo es am 1. November 1961 in Jagdfliegergeschwader 2 (JFG 2; später JG-2) umbenannt wurde. Einher ging eine Änderung der Struktur der Luftstreitkräfte. Das JG-2 wurde nunmehr der 3. Luftverteidigungsdivision mit Stab in Neubrandenburg operationell unterstellt.
Am 26. Februar 1971 wurde dem Geschwader der Traditionsname „Juri Gagarin“ verliehen.
Auf Beschluss der DDR-Staatsführung, 1989 als Beitrag zur Abrüstung ein Jagdfliegergeschwader aufzulösen, erhielt das JG-2 jüngere und besser ausgestattete MiG-21MF vom aufzulösenden JG-7 im Tausch für ältere MiG-21SPS/K. Am 26. September 1990 fand der letzte Flugdienst statt.

## Kommandeure JG-2
| Dienstgrad, Name                    | Dienstzeit | Bemerkung                                                                               |
| ----------------------------------- | ---------- | --------------------------------------------------------------------------------------- |
| Leutnant Siegfried Heinig           | 1953–1955  |                                                                                         |
| Oberstleutnant Hans-Joachim Triebel | 1955–1956  | später ZGS-14, Ltr. AIZ                                                                 |
| Hauptmann Kurt Rappmann             | 1956–1958  | später Kdr. 1. LVD                                                                      |
| Major Ewald Kuhn                    | 1957–1960  |                                                                                         |
| Major Heinz Lätzer                  | 1961       |                                                                                         |
| Oberstleutnant Ewald Kuhn           | 1957–1960  |                                                                                         |
| Major Johannes Köhler               | 1964–1966  |                                                                                         |
| Hauptmann Peter Irmscher            | 1966–1969  |                                                                                         |
| Oberstleutnant Wolfgang Büttner     | 1969–1972  | später Generalmajor u. Kdr. Führungsorgan Front- u. Militärtransportfliegerkräfte (NVA) |
| Oberst K.-M. Spitzenberg            | 1972–1975  | 1974 Verdienter Militärflieger der DDR                                                  |
| Oberstleutnant Horst Priese         | 1975–1981  | 1979 Verdienter Militärflieger der DDR                                                  |
| Oberstleutnant Gunter Harzbecher    | 1981–1988  | 1984 Verdienter Militärflieger der DDR                                                  |
| Oberstleutnant Robert Finke         | 1988–1990  |                                                                                         |

Anmerkung:
- Rahmenstruktur siehe: Geschwader, Luftstreitkräfte NVA

## Eingesetzte Flugzeugtypen
Im JG-2 wurden folgende Kampfflugzeugtypen eingesetzt.
- Jak-11
- MiG-15bis
- MiG-15UTI
- MiG-17F
- MiG-17PF
- MiG-21PFM
- MiG-21U
- IL-28
- MiG-21SPS/K
- MiG-21M
- MiG-21US
- MiG-21MF
- MiG-21UM